# Христо Бонин (политик)
Христо Борисов Бонин е български политик от БКП.

## Биография
Роден е на 20 февруари 1932 г. в пернишкото село Гълъбник. Член е на РМС от 1946 г., а на БКП от 1960 г. Завършва висше образование в СССР. През 1958 г. е назначен за майстор на доменна пещ в Държавния металургичен завод „Ленин“ в Перник. По-късно става началник на Доменния цех. През 1961 г. става секретар на партийния комитет в завода. След това е главен инженер там, а от 1964 г. е директор на завода. От 1971 г. е заместник генерален директор на ДСО „Черна металургия“ (ДСО <=> Държавно Стопанско Обединение). Бил е директор на „Кремиковци“ и генерален директор на ДСО „Металургия и рудодобив“. От 1974 г. е секретар на Окръжния комитет на БКП, а след това е председател на Изпълнителния комитет на Общинския народен съвет в Перник и заместник-министър на металургията и минералните ресурси. От 1983 до 1987 г. е първи секретар на Окръжния комитет на БКП в Перник. След това е назначен за председател на асоциация „Металургия и минерални ресурси“. От 1976 до 1981 г. е член на Централната контролно-ревизионна комисия на ЦК на БКП. От 1981 до 1986 е кандидат-член на ЦК на БКП, а от 1986 до 1990 г. е член на ЦК на БКП.